# Wiertz Múzeum
A Wiertz Múzeum Antoine Wiertz (1806-1865) belga festő életművének állít emléket Brüsszel Ixelles/Elsene negyedében, a Vautierstraat 62. alatt, az Európai Parlament főépületének tőszomszédságában.

## Története

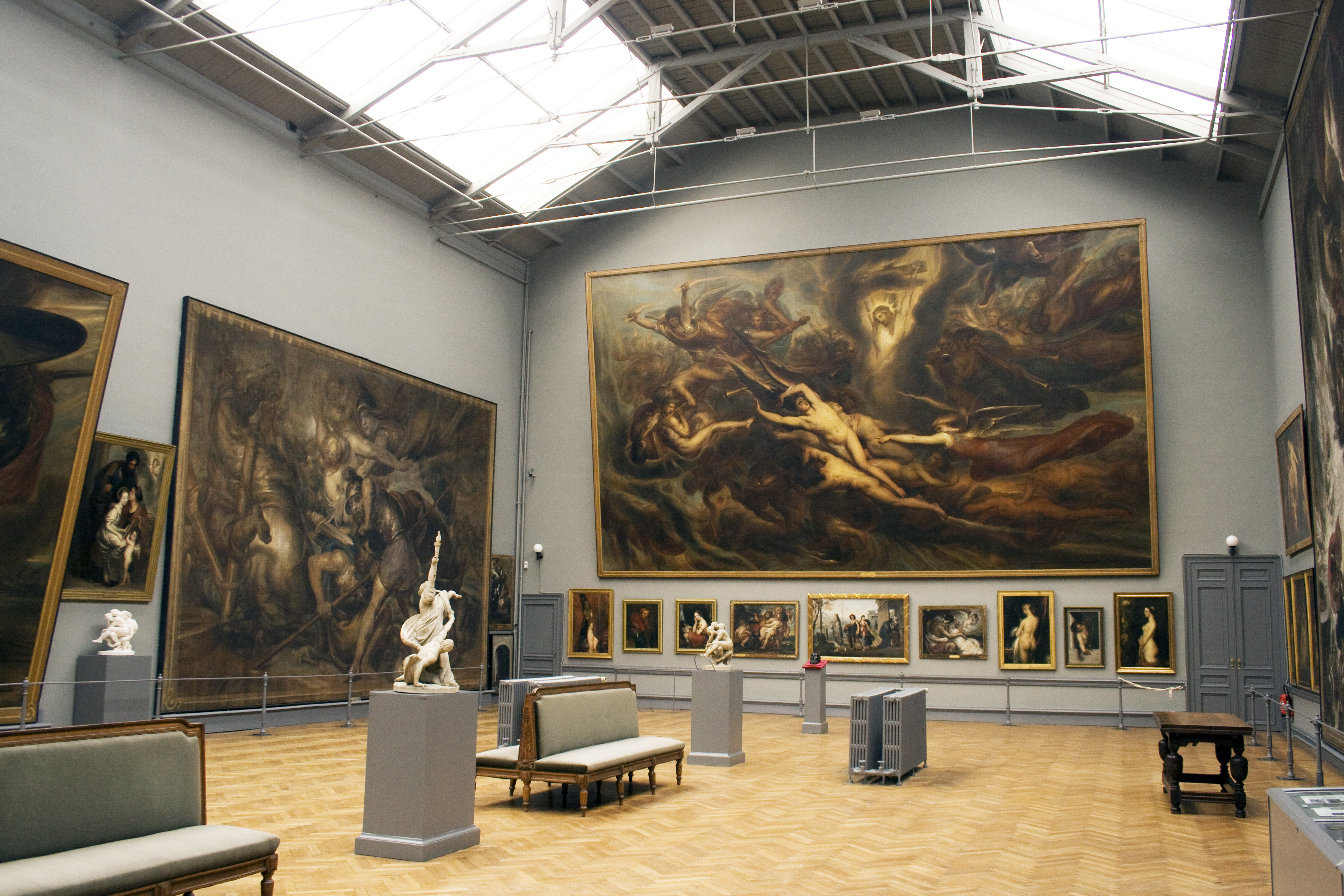
A múzeum fő terme

Antoine Wiertz a fiatal belga állam jelentős nemzeti festőjévé vált már életében. I. Lipót belga király olyan nagyra becsülte munkásságát, hogy államköltségen házat építtetett a számára. Az épület a művész tervei szerint készült el 1850-ben. A műterem méretei (35x15x15 m) lehetőséget adtak a festőnek, hogy folytassa monumentális méretű képeinek készítését.
Antoine Wiertz halála után, 1865 júniusában a ház és a művész hagyatéka a belga állam tulajdonába került. Átépítették múzeumi célokra, és 1868 óta a Wiertz Múzeum a Királyi Szépművészeti Múzeum (Brüsszel) részeként működik.

## Kritikák
Ma már sem a festő munkássága, sem maga a múzeum nem örvendhet osztatlan elismerésnek.
A jelenlegi vélemények erősen megosztottak:
- A GEO Decouverte francia kiadvány Európa 100 legszebb múzeuma közé sorolja, és Brüsszel rejtett kincsének nevezi a gyűjteményt.[1]

A brit vélemények szigorúbbak:
- "(A múzeum) a város legegyedibb, ugyan kellemetlen munkásságú 19. századi művészét mutatja be."[2]
- "Ha ön valami meghökkentőre és csúnyára vágyik, ez a múzeum jó választás lehet."[3]
- "Az elmúlt években a Wiertz Múzeum napi átlagban tíz látogatót vonzott; a belga állam jogi csapdába került Wiertrz 220 művével: bár legtöbbjük borzalmas, örökre nyitva kell tartania ezt a kiállítást. (Wiertz) valószínűleg a legrosszabb festő, aki számára egyedül egy állami múzeumot tartanak fenn, legalábbis a szabad világban."[4]

## Gyakorlati tudnivalók
- Koordináták:é. sz. 50° 50′ 14″, k. h. 4° 22′ 33″50.837222°N 4.375833°E
- A múzeumba a belépés ingyenes, de csak munkanapokon tart nyitva.